# Cratere Albi
Albi  è un cratere sulla superficie di Marte. Il nome, che ha origine dall'omonima città francese, fu approvato nel 1976.